# 克利爾布魯克 (新澤西州)
克利爾布魯克（英語：Clearbrook）是位於美國新澤西州米德爾塞克斯縣的普查規定居民點。

## 人口
根據2020年美國人口普查的數據，克利爾布魯克的面積為1.97平方千米，當中陸地面積為1.96平方千米，而水域面積為0.01平方千米。當地共有人口2909人，而人口密度為每平方千米1,476.65人。